# A963 road
Die A963 road ist eine A-Straße auf der schottischen Orkneyinsel Mainland. Sie verläuft mit einer Gesamtlänge von 2,3 km ausschließlich innerhalb der Inselhauptstadt Kirkwall.

## Verlauf
Die Straße zweigt als Pickaquoy Road an einem Kreisverkehr am Nordwestrand Kirkwalls von der A965 (Kirkwall–Stromness) ab und beschreibt zunächst einen weiten Bogen in südöstlicher Richtung. Nach einem Kilometer knickt die A963 nach Süden ab. 250 m weiter südlich zweigt die A964 (Kirkwall–Stenness) ab und die A963 dreht sukzessive nach Südosten. Dort wird die A963 zunächst als New Scapa Road, dann als Holm Branch Road geführt. Am Südrand von Kirkwall mündet die Straße in die A961 ein.
Im Stadtzentrum geht an einem Kreisverkehr unweit der St.-Magnus-Kathedrale die Junction Road in nördlicher Richtung ab, die am Hafen zusammen mit der A965 und der A960 endet. Diese wird ebenfalls als A963 geführt.